# Spoorlijn De Bilt - Zeist
De spoorlijn van De Bilt naar Zeist was een lokaalspoorweg die werd aangelegd door de Nederlandsche Buurtspoorweg-Maatschappij als zijtak van de Centraalspoorweg.

## Geschiedenis
De dubbelsporige lijn werd geopend op 29 augustus 1901 en geëxploiteerd door de NCS. De spoorlijn zorgde er samen met de bosrijke omgeving voor dat zich langs het traject diverse villadorpen ontwikkelden. De spoorwegmaatschappij was bijvoorbeeld de belangrijkste aandeelhouder van de NV Villapark Bosch en Duin. 's Zondags waren de stations langs de lijn perfecte startplaatsen voor een boswandeling, bijvoorbeeld voor de inwoners van Utrecht. Vanaf 1914 liep de Tramlijn Amersfoort - Arnhem voor een gedeelte parallel aan de spoorlijn.
De lijn werd in 1941, net als veel andere Nederlandse spoorlijnen, opgebroken door de bezetter. Na de Tweede Wereldoorlog werd de lijn weer in gebruik genomen, ditmaal enkelsporig en alleen voor goederenvervoer. Op 28 mei 1972 werd de lijn definitief gesloten.
Curieus restant was het spoorviaduct over de verdiepte autosnelweg A28. Toen die snelweg in 1985 open ging, was het viaduct niet meer nodig omdat de spoorlijn inmiddels was gesloten. Daardoor zijn mythes rond het viaduct ontstaan. Zo zou het een dekmantel zijn voor de ondergrondse kerosineleiding naar vliegbasis Soesterberg. De locatie daarvan moest vanwege de Koude Oorlog geheim blijven.
Het viaduct is echter al rond 1970 gebouwd, toen de spoorlijn nog als goederenlijn in gebruik was. De aanleg van de snelweg heeft daarna lange tijd stilgelegen. Uit de Risicokaart blijkt dat bedoelde pijpleiding door het verderop gelegen viaduct in de Ericaweg loopt. Het viaduct is in augustus 2018 alsnog gesloopt in opdracht van Rijkswaterstaat, omdat het een obstakel vormde voor de weggebruikers.

### Afbeeldingen

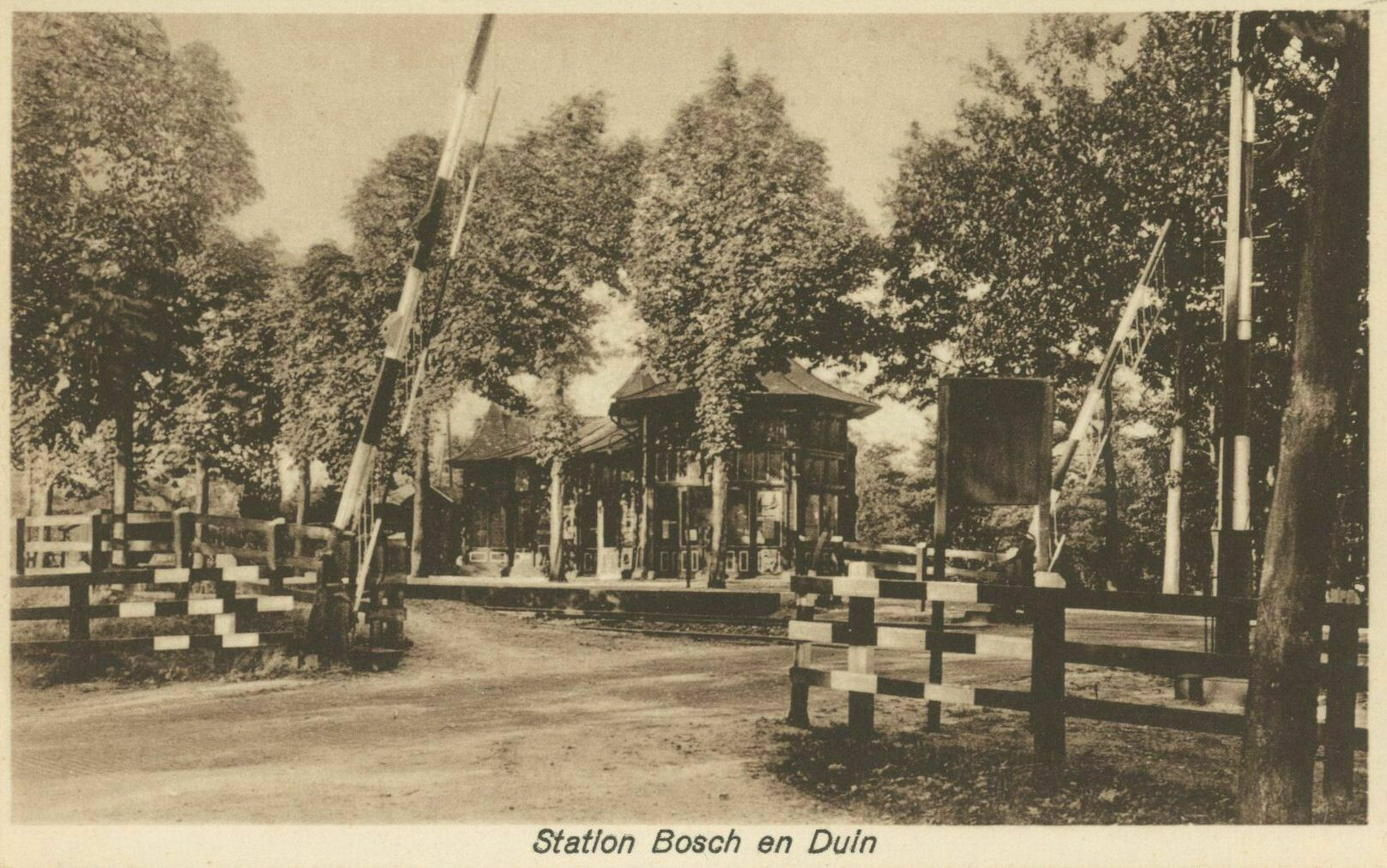
Station Bosch en Duin (tussen 1925 en 1940)
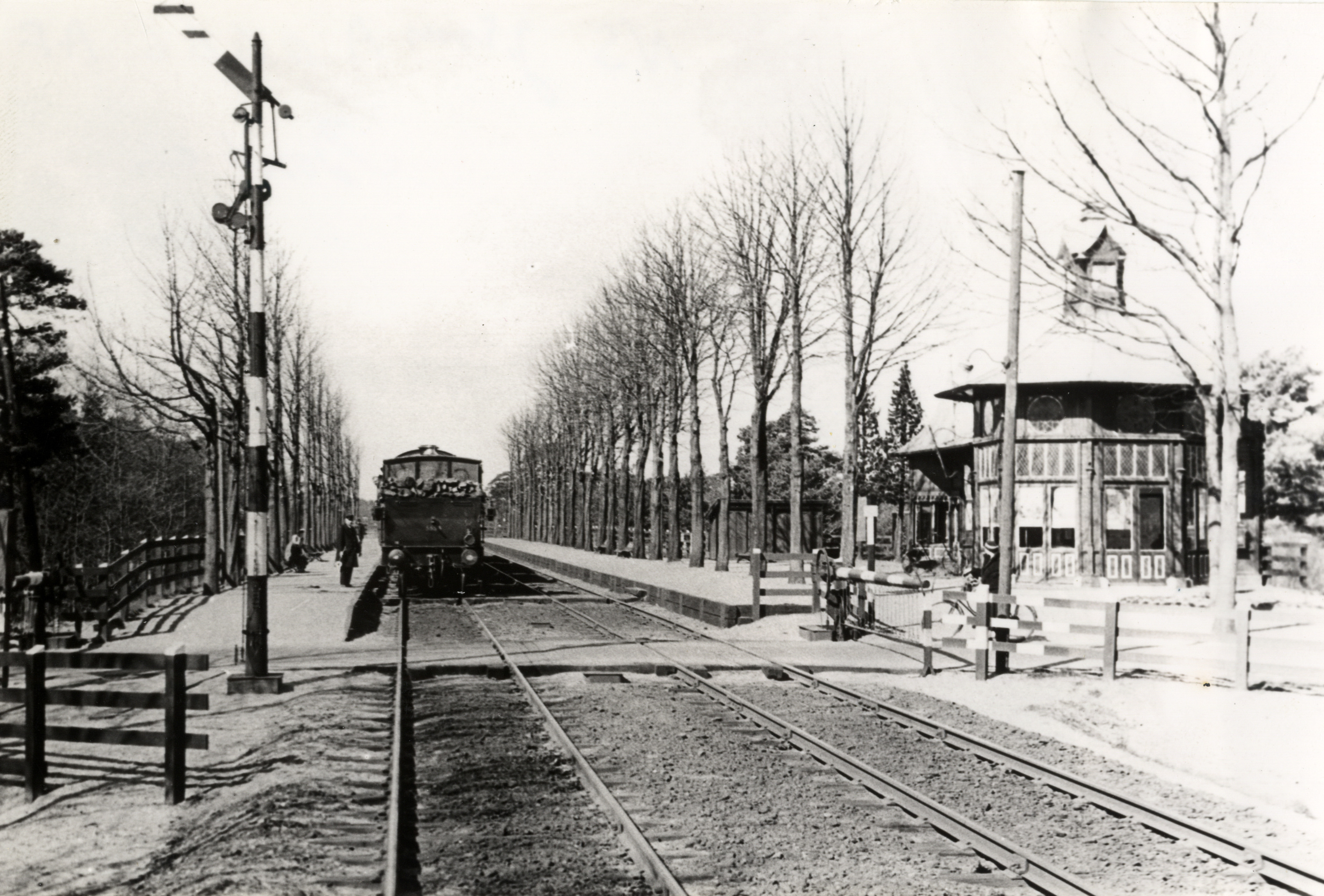
Station Bosch en Duin (tussen 1925 en 1940)
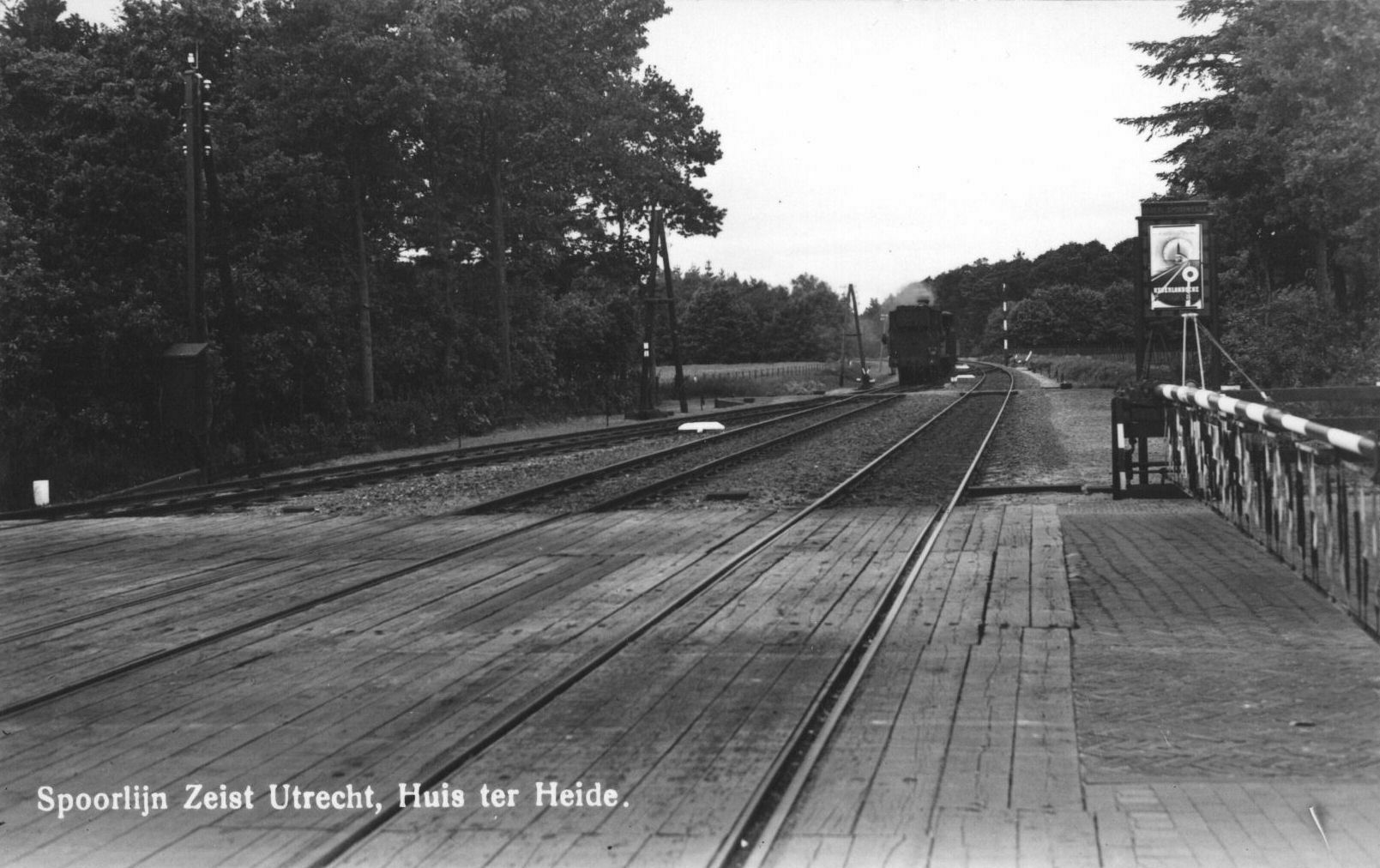
Spoorwegovergang Amersfoortseweg
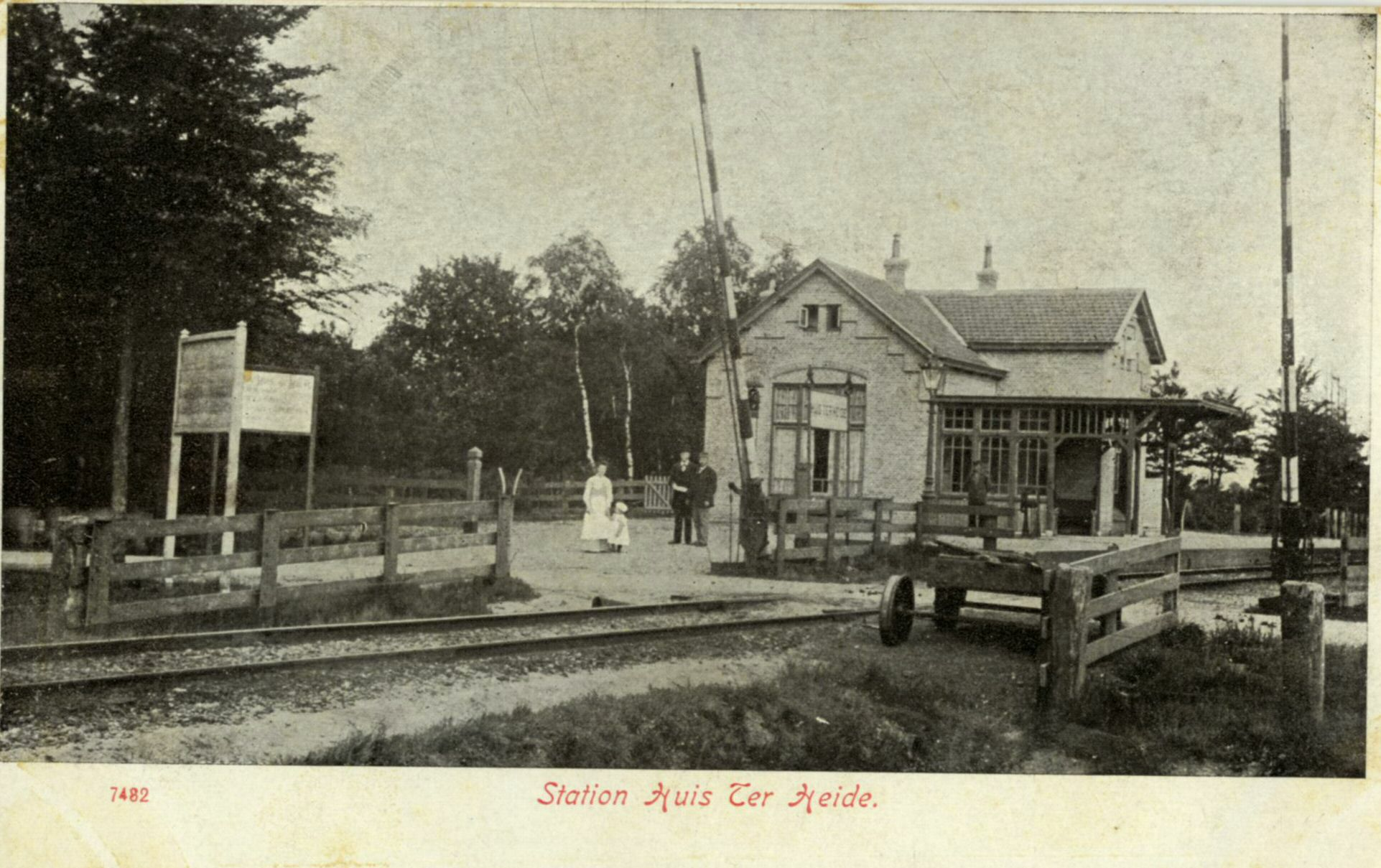
Station Huis ter Heide (tussen 1901 en 1905)
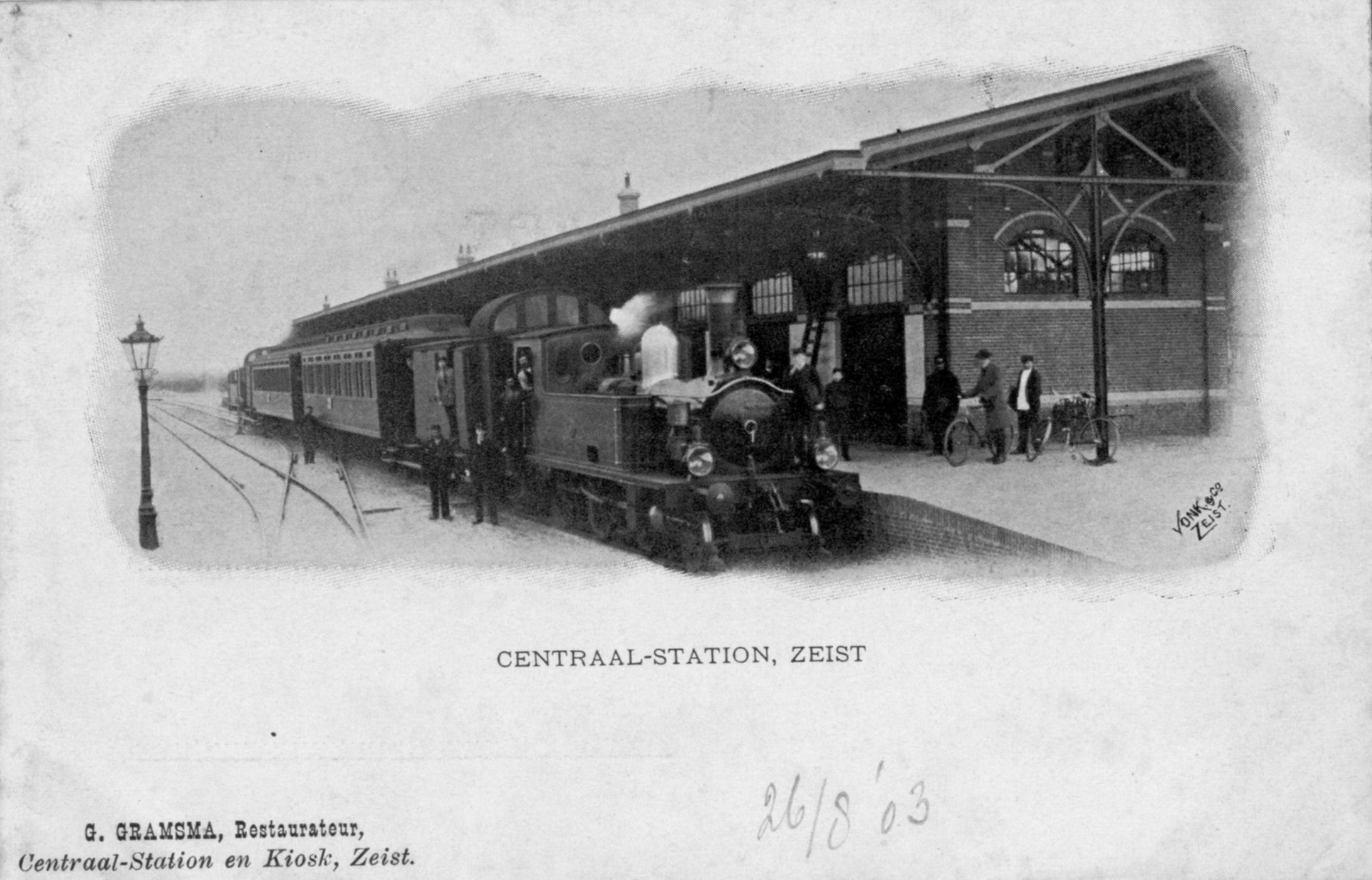
Station Zeist (1903)
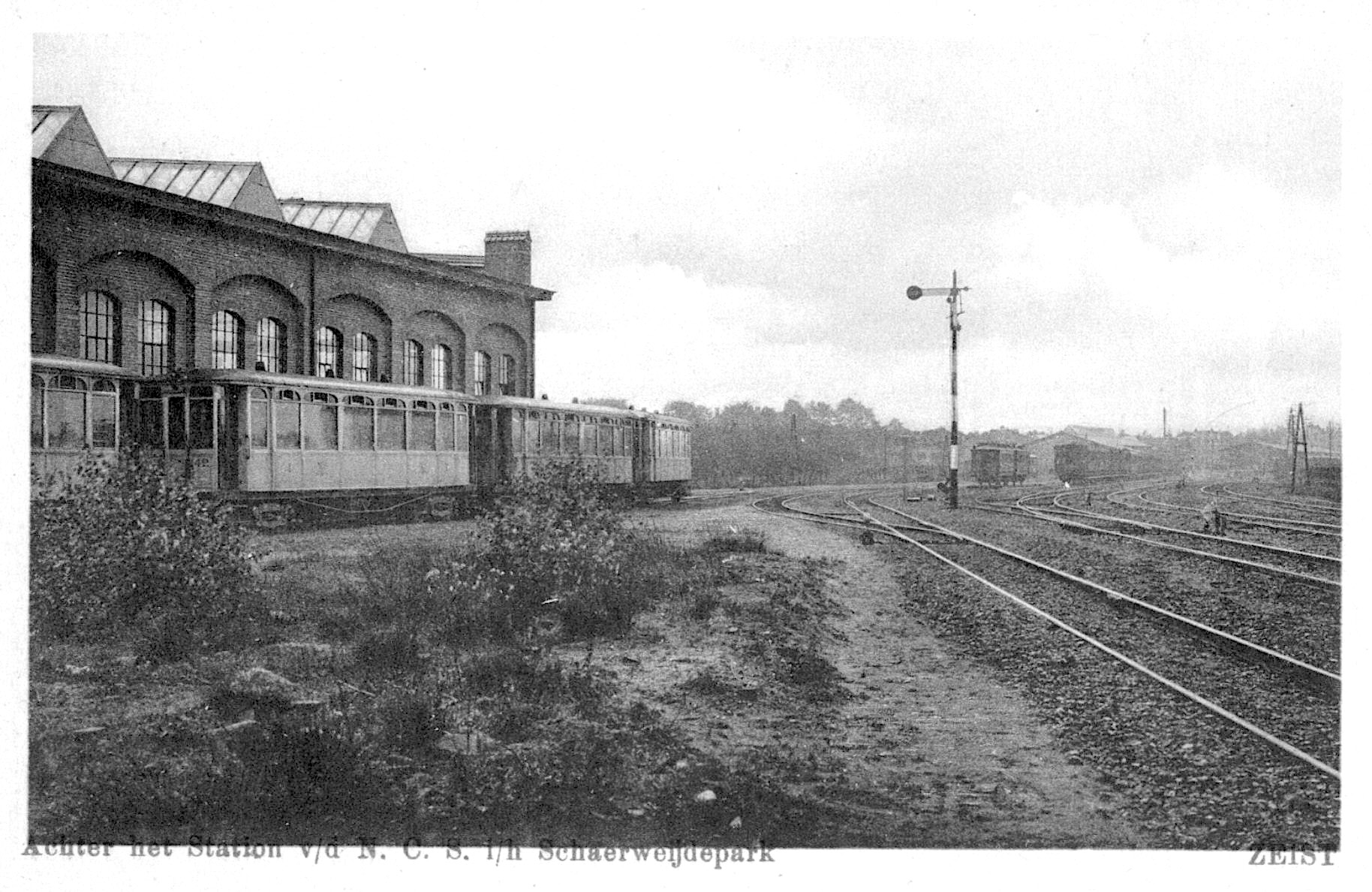
Remise achter station Zeist (1910)
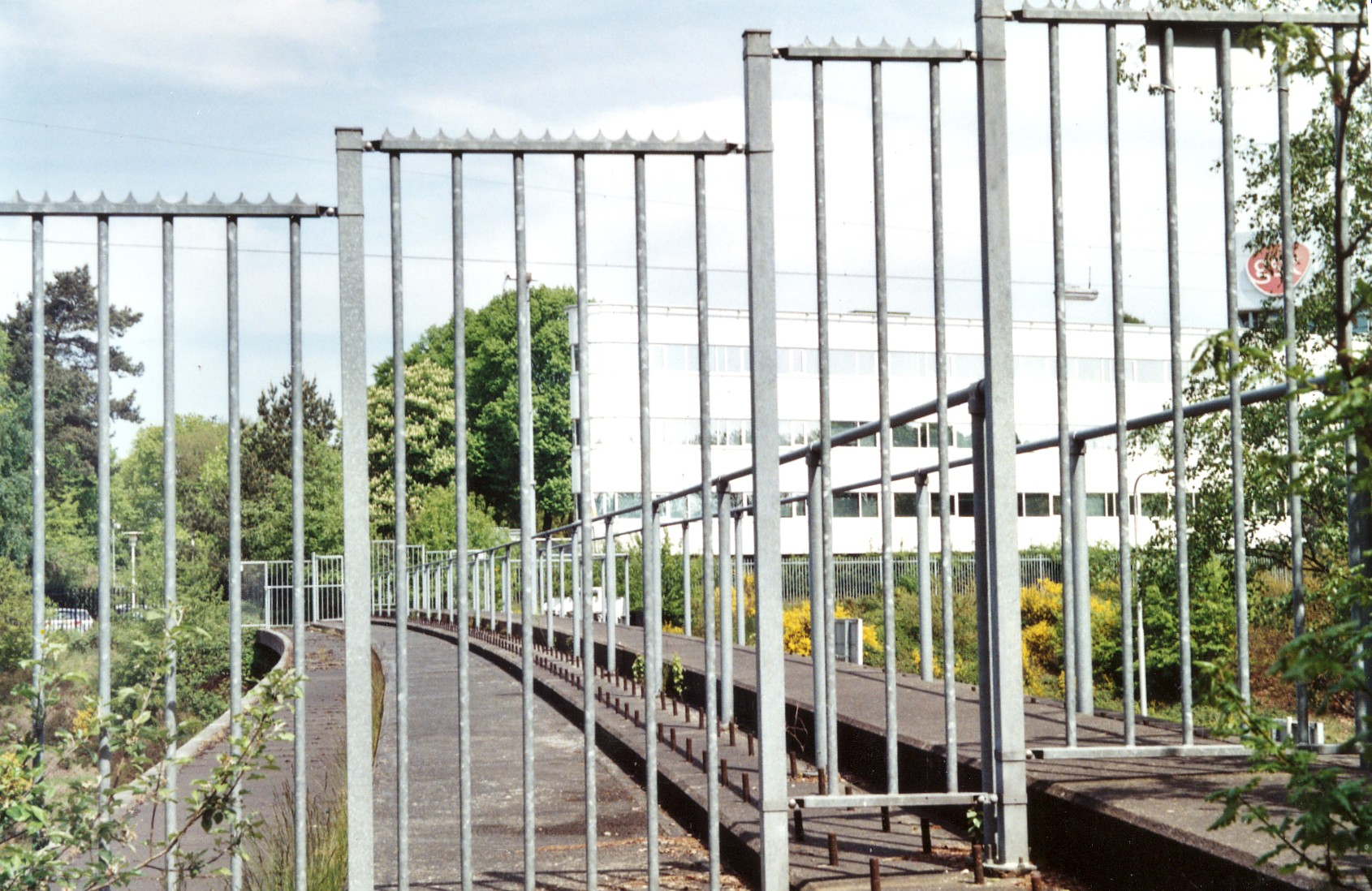
Voormalige spoorbrug over de A28 (2008)

## Restanten
Het viaduct bestaat dus niet meer al zijn er aan beide kanten van de snelweg A28 nog wel een paar stukken beton zichtbaar. Het grootste gedeelte van de spoorlijn ten noorden van het gesloopte viaduct is tegenwoordig in gebruik als fietspad. Langs het traject is het voormalige stationsgebouwtje van Huis ter Heide nog aanwezig. Ook ligt het perron van Station Bosch en Duin nog langs het tracé. Het kioskgebouwtje dat bij de halte stond is na de Tweede Wereldoorlog verkocht en verplaatst. In 2005 is het gebouwtje gesloopt. Na de Tweede Wereldoorlog zijn vlak bij dit station twee personenrijtuigen als noodwoning neergezet. Een rijtuig is nog altijd in gebruik als woning maar dit is zo sterk verbouwd dat het niet direct herkenbaar is. Het andere rijtuig was in te slechte staat en is in 2015 gesloopt.

### Afbeeldingen

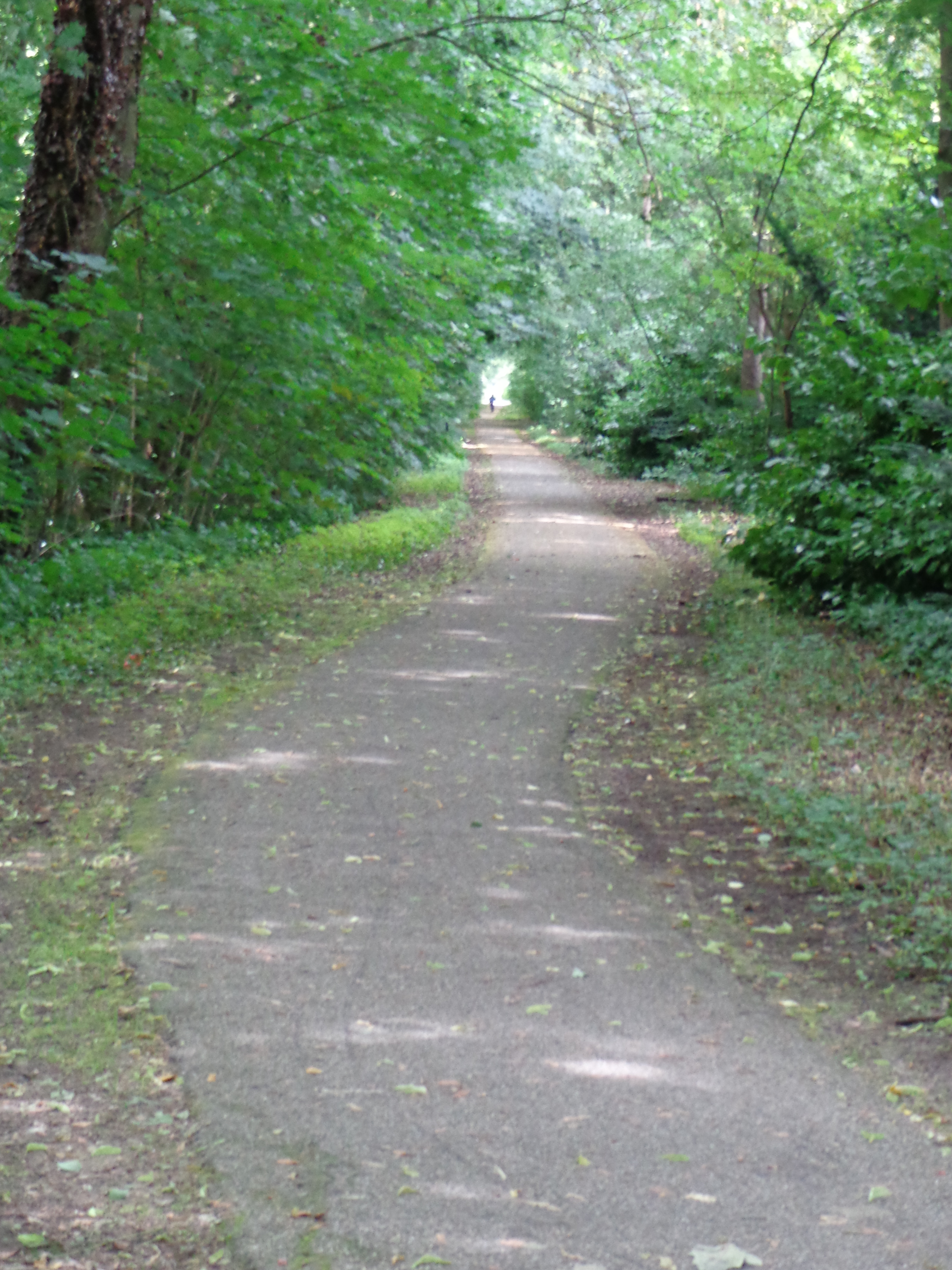
Fietspad op voormalig tracé
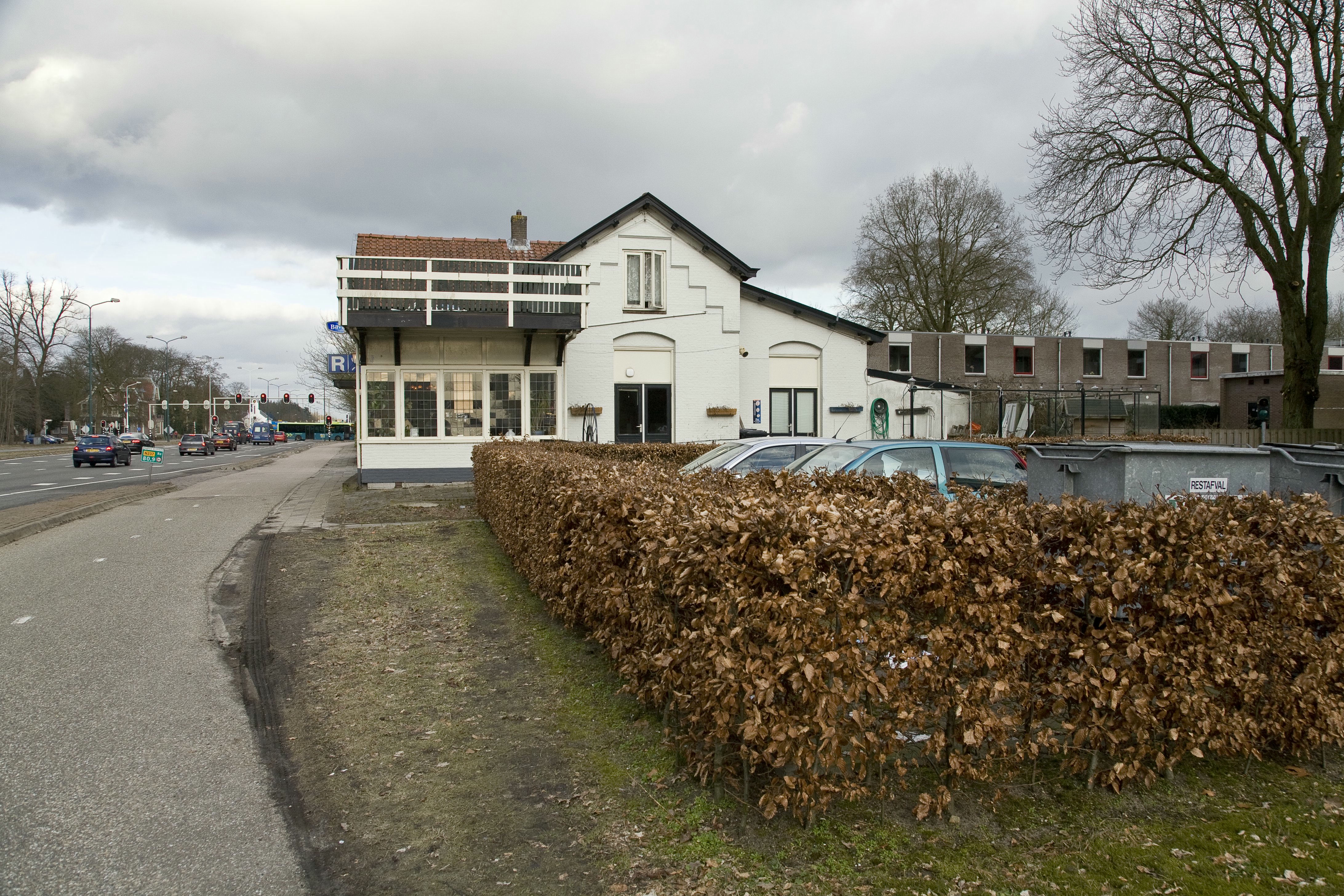
Voormalig station Huis ter Heide (2010)